# Суперкубок Ісландії з футболу 1972
Суперкубок Ісландії з футболу 1972 — 4-й розіграш турніру. Матчі відбувалися навесні 1972 року між трьома найсильнішими командами Ісландії сезону 1971. Суперкубок Ісландії здобув «Кеплавік».
| Володар Суперкубка Ісландії 1972 |
| -------------------------------- |
|                                  |
| Кеплавік Другий титул            |

## Формат
У турнірі взяли участь три найкращі команди Ісландії сезону 1971:
- Чемпіон Ісландії — «Кеплавік»
- Віце-чемпіон Ісландії — «Вестманнаейя»
- Володар Кубка Ісландії — «Вікінгур» (Рейк'явік)

## Турнірна таблиця
| М  | Команда              | І | В | Н | П | МЗ | МП | РМ | О |
| -- | -------------------- | - | - | - | - | -- | -- | -- | - |
| 1. | Кеплавік             | 4 | 2 | 2 | 0 | 7  | 4  | +3 | 6 |
| 2. | Вестманнаейя         | 4 | 2 | 1 | 1 | 5  | 5  | 0  | 5 |
| 3. | Вікінгур (Рейк'явік) | 4 | 0 | 1 | 3 | 3  | 6  | −3 | 1 |

## Результати
| Команда      | КЕП | ВЕС | ВІК |
| ------------ | --- | --- | --- |
| Кеплавік     |     | 2:2 | 1:1 |
| Вестманнаейя | 0:2 |     | 1:0 |
| Вікінгур     | 1:2 | 1:2 |     |